# Anisodiplosis waltheriae
Anisodiplosis waltheriae är en tvåvingeart som beskrevs av Maia 2005. Anisodiplosis waltheriae ingår i släktet Anisodiplosis och familjen gallmyggor. Inga underarter finns listade i Catalogue of Life.